# Pedro Cordero Martín
Pedro Cordero Martín (nascido em 28 de janeiro de 1972) é um jogador de bocha paralímpico espanhol.
Pedro tem paralisia cerebral.
Participou de três Jogos Paralímpicos — Atenas 2004, Pequim 2008 e Londres 2012, tendo conquistado, em 2008, a medalha de ouro na competição por equipes BC1/BC2.